# Láng (làng cổ)
Láng là một làng cổ nằm bên sông Tô Lịch đoạn từ ô Cầu Giấy đến Ngã Tư Sở thành phố Hà Nội. Làng Láng là tên nôm của xã Yên Lãng thuộc huyện Vĩnh Thuận, phủ Hoài Đức, tỉnh Hà Nội cũ (trước thuộc Thăng Long). Đầu thập niên 1940, Láng được sáp nhập vào huyện Từ Liêm, Hà Nội, nay thuộc quận Đống Đa, được chia làm 3 nơi: Láng Thượng, Láng Trung và Láng Hạ.
Làng Láng nổi tiếng vì nghề sản xuất rau thơm. Thứ húng Láng sản xuất ở đây nổi tiếng là thơm ngon.

## Di tích lịch sử văn hoá

### Chùa Láng
Chùa Láng hay còn gọi là Chiêu Thiền tự, được dựng từ đời vua Lý Anh Tông (1138 - 1175). Chùa có kiến trúc kiểu "nội Công, ngoại Quốc", tổng cộng có 100 gian, vì thế đây còn gọi là chùa Trăm gian, là một trong bốn chùa Trăm Gian nổi tiếng nhất trên vùng châu thổ Bắc Bộ. Ngoài thờ Phật, chùa còn thờ Từ Đạo Hạnh và vua Lý Thần Tông. Trong chùa hiện còn lưu 15 tấm bia, đáng chú ý nhất là bia Tạo lệ dựng năm Thịnh Đức thứ tư (1656). Văn bia cho biết, chúa Trịnh Tạc khi đó là Tây Quốc công, Trấn thủ Sơn Nam cùng vợ là công chúa Lê Thị Ngọc đến thăm và hiến cho chùa một mẫu ruộng, sai tiến sĩ Nguyễn Khả Trạc (người làng Mai Dịch, quận Cầu Giấy) soạn văn bia lưu lại. Trong chùa còn lưu 12 đạo sắc của các triều vua phong cho Từ Đạo Hạnh và vua Lý Thần Tông.

### Đình Ứng Thiên
Đình Thiên Ứng là một trong những di tích trên địa bàn làng Láng. Đình có kiến trúc hình chữ công đã được tu bổ và sửa sang nhiều lần đời Lý-Trần-Lê và niên đại sửa chữa lần cuối cùng được ghi vào đời Thành Thái thứ hai (1890). Cấu trúc của đình gồm có nhà tiền tế, phương đình với hai dãy giải vũ nằm song song. Phần thờ tự chính xây liền với phương đình. Đình còn giữ được nhiều trang trí kiến trúc, chạm khắc, hoành phi câu đối quý báu. Theo dân gian ở đây thì đình Ứng Thiên có nguồn gốc từ một ngôi đền cổ thờ nữ thần Nguyên quân hậu thổ từ thời Lý. Tương truyền do vua Lý Thánh Tông dựng sau cuộc chinh phạt Chiêm Thành vào năm 1069, nhằm nhớ ơn vị thần đã có công giúp nhà vua đánh thắng giặc trong cuộc chinh phạt này. Mãi đến thời Lê Trung Hưng mới mở rộng và trở thành đình của làng Láng Hạ.
Tương truyền tại đình Ứng Thiên còn thờ cả đức Phật Địa Mẫu hư không-là người sinh ra muôn loài trên Trái Đất, vì vậy xưa kia đây còn là một trung tâm Phật giáo lớn của kinh thành. Suốt tháng Ba người tứ xứ đến lễ Mẫu, lễ Phật, lễ Thần ở đây không ngớt. Vì vậy hội tháng Ba là dịp thu hút khách đông nhất trong năm.

### Pháo đài Láng
Tại Láng có một di tích lịch sử là Pháo đài Láng. Năm 1940, thực dân Pháp cắm 5 mẫu ruộng ở Láng Trung để lập pháo đài để cùng với các pháo đài Xuân Tảo (Xuân Đỉnh), Xuân Canh ở Đông Anh, Thổ Khối ở Gia Lâm bảo vệ Hà Nội. Trong pháo đài đặt bốn khẩu pháo 75 ly của Đức sản xuất, có đài chỉ huy, hầm trú ẩn, hầm để đạn, hai khẩu đại liên và nhiều súng trường để hỗ trợ và bảo vệ cho pháo cao xạ khi bị tấn công. Quân số có một đại đội lính Pháp và lính khố đỏ, do một viên quan hai Pháp chỉ huy. Cách mạng Tháng Tám thành công, Pháo đài Láng về tay quân đội cách mạng Việt Nam. Được sự hướng dẫn của một số sĩ quan người Việt giác ngộ đi theo cách mạng, các chiến sĩ bộ đội và tự vệ xã Yên Lãng ở Pháo đài Láng đã nhanh chóng làm chủ kỹ, chiến thuật, chuyển pháo cao xạ thành pháo mặt đất để sẵn sàng bắn vào quân Pháp. Hồi 20 giờ ngày 19 tháng 12 năm 1946, Pháo đài Láng đã nổ những phát đạn đầu tiên vào các trại lính Pháp ở nội thành, mở màn cuộc kháng chiến của quân dân Việt Nam. Quân Pháp điều máy bay trinh sát để chỉ điểm cho máy bay chiến đấu ném bom vào Pháo đài Láng, song bị phản kích trả. Ngày 22 tháng 12 năm 1946, Pháo đài Láng đã bắn rơi một máy bay của quân Pháp, xác rơi xuống phố Hàng Bột. Đây là lần đầu tiên máy bay Pháp bị bộ đội Việt Nam bắn tan xác trên bầu trời Hà Nội. Bộ đội Pháo đài Láng được Bộ trưởng Bộ Quốc phòng gửi thư khen. Pháo đài Láng đã góp công cùng quân dân Hà Nội giam chân địch trong nội thành. Trong những ngày này, tự vệ và nhân dân xã Yên Lãng đã tích cực ủng hộ, hỗ trợ bộ đội Pháo đài Láng chiến đấu. Ngày nay, Pháo đài Láng đã trở thành di tích lịch sử cách mạng, một điểm tham quan du lịch ở ngay nội thành.

## Làng Láng trong thơ ca
Ở đây thơm húng, thơm hành
Có về làng Láng với anh thì về
Cùng anh vác gánh vai gồng
Rau xanh níu gót bóng hồng sông Tô
Nhớ ngày mồng bảy tháng ba
Trở vào hội Láng, trở ra hội Thầy
Kể chơi một huyện Thanh Trì
Mọc làm hàng sáo, Láng thì trồng rau

## Các cơ sở trên địa bàn Láng
- Đài Phát thanh và Truyền hình Hà Nội,
- Trường Đại học Ngoại thương,
- Học viện Ngoại giao,
- Trường Đại học Văn hóa Nghệ thuật Quân đội,
- Trường Đại học Giao thông Vận tải.
- Học viện Hành chính Quốc gia
- Học viện Phụ nữ
- Học viện Thanh Thiếu niên
- Trường Đại học Luật Hà Nội